# Zak Rizvi
Zak Risvi (Bahawalpur, 13 aprile 1960) è un chitarrista e tecnico del suono pakistano naturalizzato statunitense, noto soprattutto per essere stato membro del gruppo rock Kansas.

## Biografia
Inizia la sua attività negli anni '80, militando in diverse band. Nel 1995 incide con la Ron Thal Band il loro disco d'esordio, e fa parte della band fino al 2001. Nel 2009 entra nel gruppo hard rock Native Window, mentre dal 2016 è il chitarrista della storica rock band Kansas.

## Discografia

### Con i 4Front
- 2001 – Radio Wawes Goodbye
- 2002 – Gravity

### Con i Kansas
- 2016 – The Prelude Implicit
- 2020 – The Absence of Presence